# Arnold Edward Ortmann
Arnold Edward Ortmann, ursprünglich Arnold Eduard Ortmann, (* 8. April 1863 in Magdeburg; † 3. Januar 1927 in Pittsburgh) war ein deutsch-US-amerikanischer Zoologe. Sein offizielles botanisches Autorenkürzel lautet „A.E.Ortmann“.

## Leben
Ortmann war der Sohn eines Gymnasiallehrers, ging in Magdeburg und Schleusingen zur Schule und studierte ab 1882 Naturwissenschaften in Jena und Kiel (1884/85). In Jena gehörte Ernst Haeckel zu seinen Lehrern. 1885/86 war er Assistent am Botanischen Institut in Jena und promovierte dort 1885 (Beiträge zur Kenntnis unterirdischer Stengelgebilde) und war 1887 bis 1894 Assistent am Zoologischen Museum in Straßburg. 1894 ging er in die USA und war Kurator für Wirbellosen-Paläontologie an der Princeton University, an der er auch Physische Geographie lehrte. 1900 wurde er US-Staatsbürger. 1903 wurde er Kurator für Wirbellosen-Zoologie am Carnegie Museum of Natural History in Pittsburgh. Außerdem war er ab 1909 Instructor für Tiergeographie und 1910 bis 1925 Professor für Physische Geographie und danach für Zoologie in Pittsburgh.
1890/91 nahm er mit Haeckel an einer Expedition nach Deutsch-Ostafrika (Sansibar) teil und 1899 an der Expedition der Princeton-Universität nach Grönland (Peary Relief Expedition).
Er befasste sich vor allem mit Wirbellosen in Süßwasser und Meer, sowohl mit fossilen als auch mit rezenten Arten. Insbesondere Decapoden und anderen Krebsen (besonders Flusskrebsen), Moostierchen, Steinkorallen, Cephalopoden und Mollusken, zum Beispiel Süßwasser-Mollusken aus US-amerikanischen Flüssen wie dem Ohio River und dem Mississippi. Außerdem befasste er sich mit Tiergeographie. Er formulierte ein nach ihm benanntes Gesetz, nach dem Muscheln in einem Fluss unterschiedliche Erscheinungsform je nach dem Ort im Fluss, an dem sie siedeln, haben. Das hatte Auswirkungen auf die Systematik der Muscheln, da sie zuvor oft verschiedenen Arten zugeordnet wurden. Ortmann befasste sich auch mit Botanik.
1912 wurde er Mitglied der Leopoldina. Er veröffentlichte Autobiographisches in der Festschrift zum 70. Geburtstag von Ernst Haeckel (Denkschriften med.-naturwiss. Gesellschaft Jena 1904). 1911 wurde er erneut in Pittsburgh promoviert (D.Sc.).
1894 heiratete er Anna Zaiss, mit der er einen Sohn und zwei Töchter hatte.

## Schriften
- Flora Hennebergica. Enthaltend die im preußischen Kreise Schleusingen und den benachbarten Gebieten wildwachsenden Gefäßpflanzen, 1887
- Studien über Systematik und geographische Verbreitung der Steinkorallen, Zoolog. Jahrbücher, Abteilung für Systematik, Ökologie und Geographie der Tiere, 3, 1888, S. 143–188
- Japanische Cephalopoden, Zoolog. Jahrbücher, 3, 1888, S. 639–670
- Beobachtungen an Steinkorallen von d. Südküste Ceylons, Zoolog. Jahrbücher 4, 1889, S. 493–590
- Die Japanische Bryozoenfauna, Archiv f. Naturgeschichte, Band 56, 1890,  S. 1–74
- Decapoden und Schizopoden, Ergebnisse der Plankton-Expedition der Humboldt-Stiftung, Band 2, 1893, Biodiversity Library
- Das System der Decapoden Krebse, Zoologische Jahrbücher, 9, 1897, S. 409–453
- Die Morphologie des Skeletts der Steinkorallen in Beziehung zur Koloniebildung, Z. f. wissenschaftliche Zoologie, Band 50, 1890, S. 278–316
- Grundzüge der marinen Tiergeographie, Jena: G. Fischer 1896, Biodiversity Library
- Synopsis of the collections of invertebrate fossils made by the Princeton Expedition to Southern Patagonia, American Journal for Science, Band 10, 1900, S. 368–381
- Crustaceen, in: Denkschriften der med.-naturwiss. Ges. zu Jena 8, 1894, S. 3–80, Biodiversity Library
- Decapoden, in Heinrich Georg Bronn u. a.: Klassen und Ordnungen des Thier-Reichs, S. 1898–1900
- A monograph of the najades of Pennsylvania, Teil 1,2, Memoirs of the Carnegie Museum 4, 1911, S. 279–347, Teil 3, Memoirs of the Carnegie Museum, 8, 1919 (384 Seiten)
- The crawfishes of the State of Pennsylvania, Memoirs of the Carnegie Mus. of Pittsburgh, Band 2, 1906, S. 343–533, Biodiversity Library
- South American Naiades, a contribution to the knowledge of the freshwater mussels of South America, Memoirs of the Carnegie Mus. of Pittsburgh, Band 8, 1921, S. 451–684, Biodiversity Library